# Рибін Володимир Олексійович (науковець)
Рибін Володимир Олексійович (рос. Владимир Алексеевич Рыбин (26 листопада (8 грудня) 1893 — 27 червня 1979) — російський і радянський генетик і цитолог, академік, академік АН Молдавської РСР (1965), учень і соратник Миколи Івановича Вавилова.

## Біографія
Народився Володимир Рибін 26 листопада 1893 року в Саратові. Інтерес до біології у Володимира Олексійовича спостерігався із самого раннього дитинства. Невдовзі після народження сім'я Володимира Рибіна переїхала до Петербурга, де у 1912 році поступив на природничий відділ фізико-математичного відділення Санкт-Петербурзького університету, який закінчив у 1917 році. У 1918 році переїхав до Тбілісі, де з 1918 до 1919 року працював на посаді асистента на кафедрі анатомії та фізіології рослин Закавказького університету. У 1919 році науковець перебрався до Краснодара, де від 1919 до 1921 року працював у Кубанському політехнічному інституті асистентом кафедри морфології та систематики рослин сільськогосподарського факультету. З 1922 до 1925 та з 1941 до 1943 годы Володимир Олексійович працював у Ленінградському сільськогосподарському інституті. З 1925 до 1941 і з 1946 до 1948 року Володимир Рибін працював у Всесоюзному інституті рослинництва. У 1948 році Володимир Олексійович працював у головному ботанічному саду АН СРСР, проте після розгромної сесії ВАСГНІЛ, де він був звинувачений у «морганізмі», його звільнили з роботи, і він вимушено переїхав до Сімферополя, де з 1948 до 1956 року працював у Кримськії філії АН СРСР. У 1956 році Володимир Рибін переїхав до Кишинева, де й працював до кінця свого життя. З 1956 до 1979 року він працював у сільськогосподарських закладах Молдавії, у тому числі від 1961 до 1979 року працював у головному ботанічному саду АН Молдавської РСР.
Помер Володимир Рибін 27 липня 1979 року в Кишиневі, де й похований.

## Наукові роботи
Основні наукові роботи присвячені розробці теоретичних основ селекції і цитології культурних рослин.
- Уперше отримав поліплоїдні форми льону, соняшнику та диких видів картоплі.

## Публікації
- «Гибриды терны и алычи и проблема происхождения культурной сливы.»— Л.; М.: ВАСХНИЛ, 1936. — 44 с.
- «Труды по прикладной ботанике, генетике и селекции», 1936.
- «Применение цитологического метода при селекционной работой с плодовыми», 1962.
- «Цитологический метод в селекции плодовых», 1967.
- «Структурные особенности крупных плодов», 1970.